# E841 (trasa europejska)
E841 – trasa europejska biegnąca przez Włochy. Zaliczana do tras kategorii B droga łączy Casertę z Salerno. 

## Przebieg trasy
- Caserta
- Nola
- Salerno E45